# David M. Rosenthal
David Mitchell Rosenthal (New York, 23 marzo 1969) è un regista, sceneggiatore e produttore cinematografico statunitense.

## Filmografia

### Regista
- Absence (1999)
- Waiting for Anna (2002)
- Dylan's Run (2002)
- See This Movie (2004)
- Falling Up (2009)
- Janie Jones (2010)
- A Single Shot (2013)
- The Perfect Guy (2015)
- La fine (How It Ends) (2018)
- Senza limiti (2022)

### Sceneggiatore
- Absence (1999)
- Waiting for Anna (2002)
- Dylan's Run (2002)
- See This Movie (2004)
- Falling Up (2009)
- Janie Jones (2010)

### Produttore
- Dylan's Run (2002)
- Janie Jones (2010)
- A Single Shot (2013)